# Coryogalops tessellatus
Coryogalops tessellatus és una espècie de peix de la família dels gòbids i de l'ordre dels perciformes.

## Morfologia
- Els mascles poden assolir 3,5 cm de longitud total.
- Nombre de vèrtebres: 27.[3][4]

## Hàbitat
És un peix marí, de clima tropical i demersal que viu entre 0-6 m de fondària.

## Distribució geogràfica
Es troba a la costa del Golf Pèrsic a l'Aràbia Saudita i a la costa central d'Oman.

## Observacions
És inofensiu per als humans.